# 儿童之日
兒童之日（日语：／ Kodomo no Hi）是日本節日和國民祝日，在每年西曆（格里曆）5月5日端午慶祝，也是黃金週最後一天。該節日隨1948年7月20日《國民祝日相關法律》公佈施行，旨在「重視兒童人格，關注兒童幸福，感恩兒童母親」。

## 歷史
明治維新前，每年農曆五月五日是日本端午，自江戶時代起，端午節同時也是男孩節，又稱「鯉魚節」。明治維新後，日本改用格里曆，男孩節遂改於每年西曆5月5日慶祝。1948年，日本政府指定男孩節爲全體兒童的國定節日，既祝賀子女，又祝賀父母與家庭。

## 活動
節日前夕或當天，家有小孩的住戶會在庭院或陽台升起鯉魚旗，以柏餅與粽子為節慶食物。旗幟的鯉魚形象取自中國民間傳說「鯉躍龍門」，而隨風飄揚的旗幟則形似在水中游動的活魚，寓意家族興旺、生機勃勃。從鯉魚體型及顏色看，大魚掛在旗杆上方或接近頂端的長輩區，包括代表父親的黑鯉以及代表母親的紅鯉或粉鯉；小魚則排在下方的後輩區，每條小魚代表一位子女，常以藍、黃、綠或其他顏色來表示。傳統設計樣式中，紅色代表長子或長女，藍色和其他顏色鯉魚代表弟弟或妹妹。家裏也會擺出武士人偶，有時也會升起常代表桃太郎和金太郎的大鯉魚，也有時會擺出象徵力量和生命的武士頭盔。